# Szopokow
Szopokow (kirg.: Шопоков) – miasto w północnym Kirgistanie, w obwodzie czujskim, w rejonie Sokułuk. W 2009 roku liczyło 8,7 tys. mieszkańców.